# ВК Флоренција
ВК Флоренција (итал. Rari Nantes Florentia) је ватерполо клуб из Фиренце, Италија. Тренутно се такмичи у Серији А1 Италије.
Флоренција је основана 1904. године. Боје клуба су црвена и бела. Од 1929. клуб никада није испадао из највише италијанске лиге, а у националном првенству освојио је 9 титула, што га чини трећим најтрофејнијим клубом иза Посилипа (11) и Про Река (26). Једини трофеј националног купа освојио је 1976. године.
Такође је имао успеха и у европским такмичењима, освојио је Куп победника купова 2001. победивши у финалу Барселонету, пошто је претходне сезоне поражен у финалу истог такмичења, док је 2003. и 2013. играо и финале ЛЕН купа.

## Успеси

### Национални
- Серија А Италије: 9

1933, 1934, 1936, 1937, 1938, 1940, 1948, 1976, 1980.
- Куп Италије: 1

1976.

### Међународни
- ЛЕН Трофеј / Куп Европе:

Финалиста (2): 2002/03, 2012/13.
- Куп победника купова:

Освајач (1): 2000/01.
Финалиста (1): 1999/00.

### Млађе категорије
- Првенство Италије до 17 година: 2

1948, 1966.